# Molophilus (Molophilus) errinundra
Molophilus (Molophilus) errinundra is een tweevleugelige uit de familie steltmuggen (Limoniidae). De soort komt voor in het Australaziatisch gebied.